# Mendelssohn (cràter)
Mendelssohn és un cràter d'impacte en el planeta Mercuri de 291 km de diàmetre. Porta el nom del compositor alemany Felix Mendelssohn (1809-1847), i el seu nom va ser aprovat per la Unió Astronòmica Internacional el 2012.